# Лауріне ван Ріссен
Лауріне ван Ріссен (нід. Laurine van Riessen, 10 серпня 1987) — нідерландська ковзанярка, призер Олімпійських ігор. 
Бронзову олімпійську медаль ван Ріссен здобула на Олімпіаді у Ванкувері на дистанції 1000 м. 